# Дача Долгорукова (Малая Охта)
Дача Долгорукова — исторический район Санкт-Петербурга в районе Малой Охты. Граница проходит по реке Оккервиль, железной дороге Ладожского направления и улицей Ворошилова.

## История
Дача ранее принадлежала соратнику Петра I генералу Я. Ф. Долгорукову.
В 1913 году там была создана железнодорожная станция Дача Долгорукова, рядом с которой в начале XXI века был построен Ладожский вокзал, при этом название станции Дача Долгорукова не упразднялось.

## Достопримечательности

### Долгоруков мост
Долгоруков мост через реку Оккервиль, в створе улицы Ворошилова. Построен в 2009 году по проекту инженера Р.Р. Шипова из института Ленгипроинжпроект. Однопролётный железобетонный балочный мост предназначен для движения пешеходов и автомобильного транспорта. Длина моста — 35,3 м, ширина переправы — 24 м.

### Ладожский вокзал
Ладожский вокзал построен в 2001-2003 годах по проекту архитекторов под руководством Н.И. Явейна из «Студии 44».

### Исправительная колония №7 (улица Латышских Стрелков, дом 22,Зольная улица, дом 31)
Исправительная колония №7 («Яблоневка») УФСИН России построена в 1958-1961  годах. В 1959-1961 годах здесь располагалась Женская колония строгого режима, в 1961-2003 годах — Мужская исправительная колония, с 2003 года — Мужская исправительная колония строгого режима. На территории учреждения функционирует православный храм Святого Преподобного Серафима Саровского Чудотворца.

## Транспорт
Ближайшие станции метро к Даче Долгорукова:  «Ладожская» (пешком 1,8 км),  «Проспект Большевиков» (2 км).